# Раева, Илиана
Илиана Раева (болг. Илиана Раева, настоящее имя Илиана Райчева Сиракова; род. 15 марта 1963 года, София, Болгария) — болгарская спортсменка, представляла художественную гимнастику, выступая за клуб «Левски», одна из «златните момичета», тренировавшихся у Нешки Робевой. Четырёхкратная чемпионка Европы, в том числе абсолютная чемпионка 1980 года; чемпионка мира 1979 года в упражнении с булавами. Почётный гражданин Софии (2021).

## Спортивные результаты
- 1978: Чемпионат Европы, Мадрид, Испания — 6-е место — многоборье.
- 1979: Чемпионат мира, Лондон, Великобритания — 1-е место — булавы; 2-е место — мяч; 4-е место — многоборье.
- 1980: Чемпионат Европы, Амстердам, Нидерланды — 1-е место — многоборье, скакалка, обруч, булавы; 2-е место — лента.
- 1981: Чемпионат мира, Мюнхен, ФРГ — 2-е место — лента; 3-е место — скакалка.
- 1982: Чемпионат Европы, Ставангер, Норвегия — 2-е место — скакалка; 3-е место — многоборье, обруч, булавы, лента.

Организовала собственный клуб художественной гимнастики «Илиана».
Замужем за Наско Сираковым, у неё две дочери — Славея и Виолета.